# Tenente Laurentino Cruz
Tenente Laurentino Cruz este un oraș în Rio Grande do Norte (RN), Brazilia.